# Pucciniàcies
Les pucciniàcies (Pucciniaceae) són una família de fongs basidiomicots de l'ordre els puccinials (Pucciniales). Són fitopatògens, principalment en els cereals com el blat. Aquesta família conté unes 4.100 espècies.

## Taxonimia
La família Pucciniaceae inclou 38 gèneres:
- Alveolaria Lagerh. (2)
- Baeodromus Arthur (6)
- Ceratocoma Buriticá & J.F. Hennen (1)
- Cerradoa J.F. Hennen & Y. Ono (1)
- Chardoniella F. Kern (4)
- Chrysella Syd. (1)
- Chrysocelis Lagerh. & Dietel (5)
- Chrysocyclus Syd. (3)
- Chrysopsora Lagerh. (1)
- Cionothrix Arthur (6)
- Cleptomyces Arthur (1)
- Coleopucciniella Hara ex Hirats. (2)
- Corbulopsora Cummins (3)
- Cumminsiella Arthur (8)
- Desmella Syd. & P. Syd. (5)
- Didymopsora Dietel (6)
- Dietelia Henn. (12)
- Dipyxis Cummins & J.W. Baxter (2)
- Edythea H.S. Jacks. (4)
- Endophylloides Whetzel & Olive (2)
- Endophyllum Lév. (unes 40)
- Gambleola Massee (1)
- Hapalophragmium Syd. & P. Syd. (18)
- Kernella Thirum. (1)
- Leptopuccinia (G. Winter) Rostr. (1)
- Macruropyxis Azbukina (2)
- Miyagia Miyabe ex Syd. & P. Syd. (3)
- Novopuccinia Y.M. Liang & Yun Liu (1)
- Polioma Arthur (6)
- Pseudocerradoa M. Ebinghaus & Dianese (2)
- Puccinia Pers. (unes 3.000)
- Pucciniosira Lagerh. (15)
- Ramakrishnania Ramachar & Bhagyan. (1)
- Sphenospora Dietel (5)
- Stereostratum Magnus (1)
- Trichopsora Lagerh. (1)
- Uromyces (Link) Unger (unes 1.000)
- Xenostele Syd. & P. Syd. (5)